# فوكوان إدوين
فوكوان إدوين (بالإنجليزية: Fuquan Edwin)‏ مواليد 17 سبتمبر 1991 في باترسون، هو لاعب كرة سلة أمريكي. بدأ مسيرته الاحترافية في سنة 2014. يلعب مع نادي بريشتينا لكرة السلة في الدوري الكوسوفي لكرة السلة.

## المسيرة الاحترافية
لعب مع نادي جاورس دي لارا لكرة السلة في سنة 2015، ثم لعب مع كيرنز تيبانز في الدوري الأسترالي في موسم 2016–2017، ثم لعب مع نادي بريشتينا لكرة السلة في سنة 2017.

## روابط خارجية
- فوكوان إدوين على موقع كرة السلة الأوروبية.كوم (الإنجليزية)
- فوكوان إدوين على موقع كلية كرة السلة في سبورتس رفرنس.كوم (الإنجليزية)
- فوكوان إدوين على موقع ريلجم (الإنجليزية)
- فوكوان إدوين على موقع بروبوليرز (الإنجليزية)
- فوكوان إدوين على موقع سبورتس رفرنس (الإنجليزية)
- فوكوان إدوين على موقع سبورتس رفرنس (الإنجليزية)